# Baranyai Erzsébet
Baranyai Erzsébet (Nagyszőlős, 1894. január 7. – Budapest, 1976. október 1.) pszichológus és neveléslélektan kutató.
Kutatási területe: Gondolkodáslélektan, fejlődéslélektan. Lénárt Edittel közösen írt tanulmányai az első kísérleti pszichológiai tanulmányok Magyarországon.

## Életpályája
Baranyai Gyula (1859–1932) pedagógus és Quinz Emília gyermekeként született. Testvérei Baranyai Zoltán (1888–1948) irodalomtörténész és Baranyai Gyula (1897–1978) gordonkaművész.
A szegedi tanítóképzőben szerzett tanítói képesítést 1912-ben, a budapesti Erzsébet nőiskolában polgári iskolai oklevelet kapott 1916-ban. Végzés után Szegeden maradt tanítani mint polgári iskolai tanár 1916-tól 1927-ig. Közben 1923–24-ben Nagy-Britanniában volt tanulmányi úton, majd 1927–28-ban állami ösztöndíjasként a Pittsburghi Egyetem pedagógiai intézetében, mindkét országban a pszichológiai és a pedagógiai módszereket tanulmányozta.
1928–1942 között a szegedi egyetemi kollégiumban és az egyetem pedagógiai intézetében dolgozott. 1932-ben doktorált pedagógia, neveléslélektan, filozófia tárgykörben. Doktori disszertációjának munkálataiban Imre Sándor segítette. 1936-ban rövidebb ideig Németországban és Ausztriában volt tanulmányúton. 1938-ban egyetemi magántanári képesítést szerzett neveléslélektan tárgykörből a Várkonyi Hildebrand Dezső által vezetett Pedagógiai-Lélektani Intézetben. A szegedi egyetemen nevelés-lélektani előadásokat tartott.
A korszakban művelt világnak tekintett területen a 19-20. század fordulójától jelentkező Új iskola-mozgalom keretében létrehoztak Budapesten egy Nevelés-lélektani Kutató Állomást, melynek megszervezője és vezetője Baranyai Erzsébet lett. Ettől kezdve Baranyai Budapesten élt és dolgozott. 1949-től a Gyermeklélektani Intézet (1963-tól MTA Pszichológiai Intézet) tudományos főmunkatársaként számos jeles tanulmányt írt. 1963-ban nyugdíjazták.

## Művei (válogatás)

### Kötetei
- Nagy László munkásságának neveléstudományi eredményei. Szeged, 1932, 91 o. (Értekezések a Magyar Királyi Ferenc József Tudományegyetem Pedagógiai Intézetéből. Új sorozat, 3.) Rezümé német nyelven. (Diss. Univ. Szeged)
- Vonások az egyetemi és főiskolai leányhallgatók mai lelki arculatából. Budapest : Turul, 1936, 51 o. Ser. Magyar Női Szemle könyvtára, 2.
- A magasabbrendű értelmesség meghatározása és vizsgálatának módszere. Szeged : A M. Kir. Ferencz József-Tudományegyetem Barátainak Egyesülete, 1938, 302 o. (Acta Litterarum ac scientiarum reg. Universitatis Hung. Francisco-Iosephinae. Sectio Philosophica, tom. 9.) (angol nyelvű összefoglalóval)
- A nyelvtan tanulásának lélektani feltételei[4] = Conditions psychologiques pour l'étude de la grammaire Budapest : Magyar Új Iskola Egyesület, 1945. 62 p. (Ser: Új iskola neveléslélektani kutató állomása. Elméleti sorozat, 6.)
- Negyedik könyvünk : olvasmányok, nyelvi ismeretek, számolás és mérés / [ez a könyv Baranyai Erzsébet [et al.] munkájával készült ; a képeket Bencze László [et al.] rajzolta] Budapest : Vallás- és Közoktatásügyi Miniszter, 1947, 437 o.
- Jelentések logikai relációja a kifejezésben: kötőszavak a fogalmazásban : kandidátusi értekezés tézisei [kiad. a Magyar Tudományos Akadémia 2. Osztálya]. [Budapest] : [Magyar Tudományos Akadémia 2. Osztálya], 1955, 7 o.
- Jelentések logikai relációja a kifejezésben: kötőszavak a fogalmazásban. Kandidátusi értekezés. 1956, 159 o.
- A vázlatkészítés közben folyó gondolkodás, a mondanivaló sűrítése és strukturálása. Személyes és személytelen hang a fogalmazásban. = Az írásbeli közlés gondolkodás-lélektani vonásai : tanulmányok. Lénárt Edit társszerzővel. Budapest: Akadémiai Kiadó, 1959, 315 o.

### Cikkek, kötetekben megjelent tanulmányok
- A nevelés-lélektani kutatás magyar feladatai a tanítás lélektana körében. Szeged, Városi nyomda és könyvkiadó r.-t., 1931, 91-157. o. (Acta Litterarium ac Scientiarium Regiae Universitatis Francisco-Josephinae. Sectio: Philosophia. Tom. III. Fasc. 2.)
- Az iskolai szelekció kérdéséhez, lélektani szempontból. In Izenet : szegedi folyóirat az új magyar szellemiség szolgálatára : Május-augusztus / szerkeszti Berczeli A. Károly. Szeged : Kraszna-Kulcsár József, 1934. 127, 12 o. Ill.[5]
- Az olvasás készségének kapcsolata az értelmességgel. In: Nevelésügyi tanulmányok. (Szerk. Imre Sándor.) – Szeged, Egyetemi Pedagógiai Intézet, 1934 (Értekezések a M. Kir. Ferenc József Tudományegyetem Pedagógiai Intézetéből. Új sorozat 6-12.) 73-84. o.
- Értelmesség és egyéniség (előadás) Magyar Psychologiai Szemle, 1939. 12. évf. 1-4. A szerző ajánlásával (Szegedi Tudományegyetem Klebelsberg Kuno Könyvtára)
- Gondolkodás a minősítő jelentés racionális alkalmazásában és a fejlődés. Budapest, Akadémiai Nyomda, 1961, 137-148. o. Klny. a Pszichológiai tanulmányok 3. kötetéből
- Gondolkodás a tagolásban és összefogásban. Budapest, Akadémiai Nyomda, 1963, 127-140. o. Klny. a Pszichológiai tanulmányok 5. kötetéből

## Társasági tagság
- Magyar Pszichológiai Társaság (1963–)
- Magyar Pedagógiai Társaság (1967–)

## Külső hivatkozások
- Magyar életrajzi lexikon III: Kiegészítő kötet (A–Z). Főszerk. Kenyeres Ágnes. Budapest: Akadémiai. 1981.  ISBN 963-05-2500-3